# Bellevalia hermonis
Bellevalia hermonis là một loài thực vật có hoa trong họ Măng tây. Loài này được Mouterde mô tả khoa học đầu tiên năm 1966.